# Список прем'єр-міністрів Сахарської Арабської Демократичної Республіки
У статті подано список прем'єр-міністрів Сахарської Арабської Демократичної Республіки

## Список
| Порядок | Ім'я (роки життя)                 | Портрет | Початок терміну    | Кінець терміну   | Політична партія |
| ------- | --------------------------------- | ------- | ------------------ | ---------------- | ---------------- |
| 1       | Мухаммед Ламіне Улд Ахмед (1947–) |         | 5 березня 1976     | 4 листопада 1982 | Полісаріо        |
| 2       | Махфуд Алі Бейба (1953–2010)      |         | 4 листопада 1982   | 18 грудня 1985   | Полісаріо        |
| 3       | Мухаммед Ламіне Улд Ахмед (1947–) |         | 18 грудня 1985     | 16 серпня 1988   | Полісаріо        |
| 4       | Махфуд Алі Бейба (1953–2010)      |         | 16 серпня 1988     | 18 вересня 1993  | Полісаріо        |
| 5       | Букрая Гаммуді Баюн               |         | 19 вересня 1993    | 8 вересня 1995   | Полісаріо        |
| 6       | Махфуд Алі Бейба (1953–2010)      |         | 8 вересня 1995     | 10 лютого 1999   | Полісаріо        |
| 7       | Букрая Гаммуді Баюн               |         | 10 лютого 1999     | 29 жовтня 2003   | Полісаріо        |
| 8       | Абделькадер Талеб Умар (1951–)    |         | від 29 жовтня 2003 |                  | Полісаріо        |